# Sophie B. Hawkins
Sophie Ballantine Hawkins (* 1. listopadu 1964 Manhattan, New York) je americká písničkářka, hudebnice a malířka. Narodila se v New York City a studovala rok na Manhattan School of Music jako perkusionistka, než školu opustila, aby se věnovala své hudební kariéře. Dosáhla komerčního i kritického úspěchu se svými prvními dvěma alby, ze kterých pocházejí hitové singly jako „Damn I Wish I Was Your Lover“, „Right Beside You“ a „As I Lay Me Down“. Neshoda s hudebním vydavatelstvím Sony Music ohledně jejího třetího alba Timbre však dovedla Hawkins k založení vlastní nahrávací společnosti Trumpet Swan Productions, která publikovala její další nahrávky.
Hawkins je vegankou, dlouholetou stoupenkyní boje za práva zvířat a ochránkyní životního prostředí. Je také známou společensko-politickou aktivistkou a stojí za akcemi, které podporují ženy v hudebním průmyslu či LGBT práva. V roce 2008 podpořila prezidentskou kampaň Hillary Clinton.

## Kariéra
Debutové album Tongues and Tails vydala Hawkins v roce 1992. Album dosáhlo celosvětového komerčního úspěchu i kritického uznání a v roce 1993 jí pomohlo k nominaci Grammy pro Nejlepšího nového umělce. Singl „Damn I Wish I Was Your Lover“ se dostal v USA na 5. pozici žebříčku singlů Billboard Hot 100 a ve Velké Británii se ocitl mezi top 20 hity. Na koncertě v Madison Square Garden, který byl v roce 1992 uspořádán u příležitosti třicátého výročí hudební kariéry amerického písničkáře Boba Dylana, byla Hawkins požádána o zahrání Dylanovy písně „I Want You", kterou nazpívala právě na albu Tongues and Tails; tento koncert byl později vydán jako The 30th Anniversary Concert Celebration.
Whaler, její druhé album, bylo vydáno v roce 1994. Produkoval ho Stephen Lipson a objevil se na něm mimo jiné americký top 10 hit „As I Lay Me Down“. Album se posléze stalo zlatým. Tři singly z alba dosáhly britského žebříčku Top 40, jako například „Right Beside You“, který dosáhl 13. místa. Ve stejném roce Hawkins pózovala v aktech pro časopis Interview. Jak vysvětlila Edu Rampellovi v rozhovoru pro magazín Q, potkala se s fotografem Brucem Weberem, který ji oslovil s nabídkou focení. Ačkoli dorazila s vlastním oblečením, Weber ji naschvál oblékl do nelichotivých šatů jako součást jeho plánu přesvědčit Hawkins, aby se během fotografování svlékla.
Dokument The Cream Will Rise, natočený v roce 1998 její dlouholetou partnerkou a manažerkou Gigi Gaston, následuje Hawkins na jedné z jejích koncertních šňůr a zachycuje její boj s rodinnými problémy v minulosti, zejména co se týče své matky a bratra. Hawkinsové hudba provází celý film.
V roce 1998 odložila Hawkins její tehdejší nahrávací společnost Sony Music vydání jejího třetího studiového alba. Vedení nebylo spokojeno s konečným produktem a chtělo po Hawkins, aby album přepracovala. Nesouhlas byl zejména s banjem použitým v jedné z písní. Hawkins se odmítla přizpůsobit, citující jako hlavní důvod svou uměleckou integritu. Po dlouhém boji mezi Hawkins a její společností bylo album Timbre přece jen v roce 1999 vydáno, Sony ho ale odmítlo propagovat. Hawkins následně nahrávací společnost opustila a založila svou vlastní, Trumpet Swan Productions. V roce 2001 Hawkins pod touto novou společností znovuvydala Timbre, tentokrát jako dvojalbum s novými písněmi, demoverzemi, remixy a videoklipy. Své první nezávisle nahrané a vydané album Wilderness vydala v roce 2004.
V roce 2012 si Hawkins zahrála americkou zpěvačku Janis Joplin v divadelní hře Room 105, kterou napsala a režírovala její partnerka Gigi Gaston. Po dlouhé pauze Hawkins ve stejném roce vydala své páté album originálních písní nazvané The Crossing.
4. dubna 2013 se Hawkins objevila v televizním seriálu Community, kde hrála sama sebe. Zahrála zde "Damn I Wish I Was Your Lover" a "As I Lay Me Down" na školním "Plese Susan B. Hawkins" pojmenovaném takto, kvůli záměně zpěvačky s aktivistkou Susan B. Anthony.
Hawkins se také v roce 2019 objevila v německé televizní show Night Grooves, kde zahrála několik písní, hovořila o své minulosti a ukázala svůj bubenický talent.

## Osobní život
Hawkins má dva potomky, syna Dashiella (nar. 2008) a Esther Ballantine (nar. 2015). Esther přišla na svět díky embryu, které si Hawkins nechala zmrazit o dvacet let dříve.
V rozhovoru pro Rock Cellar Magazine v roce 2012 uvedla, že je omnisexuální orientace. Fámy, že měla vztah s Martinou Navrátilovou či Jodie Foster, Hawkins popřela se slovy: „Nikdy jsem se ani nesetkala s těmi ženami, se kterými jsem údajně chodila."

## Aktivistka
V květnu 2010 se připojila k organizaci Waterkeeper Alliance, ochraňující vodní toky, která aktivně dohlíží na podmínky životního prostředí řek a povodí v délce přes 100 000 mil v Severní a Jižní Americe, Evropě, Austrálii, Africe a Asii. Věnovala ji veškeré výnosy z prodeje singlu „The Land, the Sea, and the Sky“.
V srpnu 2007 se účastnila prvního ženského hudebního festivalu v Los Angeles, jenž podporoval záchranu ohrožených druhů živočichů a také ženy v hudbě. Je veganka a dlouhodobě obhajuje práva zvířat.
V únoru 2008 v rámci podpory prezidentské kandidatury demokratky Hillary Clintonové přezpívala hit „Damn I Wish I Was Your Lover“ na novou verzi Damn, We Wish You Were President. V únoru 2011 vystoupila na velké gay party organizované konzervativním hnutím GOProud.

## Diskografie

### Studiová alba
| 1992                                         | Tongues and Tails - Vydáno: 21. dubna 1992 - Label: Columbia Records | 51 | 38 | —  | 13 | —  | 38 | 15 | 46  | - USA: zlatá deska |
| 1994                                         | Whaler - Vydáno: 18. října 1994 - Label: Columbia Records            | 65 | 31 | 56 | —  | 13 | —  | 43 | 46  | - USA: zlatá deska |
| 1999                                         | Timbre - Vydáno: 20. července 1999 - Label: Columbia Records         | —  | —  | —  | —  | —  | —  | —  | 142 |                    |
| 2004                                         | Wilderness - Vydáno: 20. dubna 2004 - Label: Trumpet Swan            | —  | —  | —  | —  | —  | —  | —  | —   |                    |
| "—" pomlčka uvádí, že se nahrávka neumístila |                                                                      |    |    |    |    |    |    |    |     |                    |

### Kompilační alba
| Rok  | Album                                                                            |
| ---- | -------------------------------------------------------------------------------- |
| 2002 | The Best of Sophie B. Hawkins - Vydáno: 28. října 2002 - Label: Columbia Records |
| 2003 | Essential Sophie B. Hawkins - Vydáno: 10. června 2003 - Label: Columbia Records  |
| 2003 | Damn I Wish I Was Your Lover - Vydáno: 6. října 2003 - Label: Columbia Records   |

### Koncertní alba
| Rok  | Album                                                                    |
| ---- | ------------------------------------------------------------------------ |
| 2006 | Live: Bad Kitty Board Mix - Vydáno: 22. srpna 2006 - Label: Trumpet Swan |

### Singly
| 1992                                         | Damn I Wish I Was Your Lover           | 5  | —  | —  | —  | 7  | 14 | Tongues and Tails       |
| 1992                                         | California Here I Come                 | —  | —  | —  | —  | —  | 53 | Tongues and Tails       |
| 1993                                         | I Want You                             | —  | —  | —  | —  | —  | 49 | Tongues and Tails       |
| 1994                                         | Right Beside You                       | 56 | —  | —  | 24 | 41 | 13 | Whaler                  |
| 1994                                         | Don't Tell Me No                       | —  | —  | —  | —  | —  | 36 | Whaler                  |
| 1995                                         | As I Lay Me Down                       | 6  | 1  | 1  | 3  | 7  | 24 | Whaler                  |
| 1995                                         | Did We Not Choose Each Other           | —  | —  | —  | —  | —  | —  | Whaler                  |
| 1996                                         | Only Love (The Ballad Sleeping Beauty) | 49 | 22 | 19 | 22 | —  | —  | Whaler                  |
| 1999                                         | Lose Your Way                          | —  | 26 | —  | —  | —  | —  | Timbre                  |
| 2001                                         | Walking in My Blue Jeans               | —  | 23 | —  | —  | —  | —  | Timbre                  |
| 2004                                         | Beautiful Girl                         | —  | —  | —  | —  | —  | —  | Wilderness              |
| 2004                                         | Walking on Thin Ice                    | —  | —  | —  | —  | —  | —  | Wilderness              |
| 2010                                         | The Land, The Sea, and The Sky         | —  | —  | —  | —  | —  | —  | Dream Street and Chance |
| "—" pomlčka uvádí, že se nahrávka neumístila |                                        |    |    |    |    |    |    |                         |

## Filmografie
- The Cream Will Rise (1998)
- Rip It Off (2001)
  - Beyond City Limits